# Jalacingo, Puebla
Jalacingo är en ort i Mexiko.   Den ligger i kommunen Tetela de Ocampo och delstaten Puebla, i den sydöstra delen av landet, 150 km öster om huvudstaden Mexico City. Jalacingo ligger 1 917 meter över havet och antalet invånare är 320.
Terrängen runt Jalacingo är bergig västerut, men österut är den kuperad. Terrängen runt Jalacingo sluttar norrut. Runt Jalacingo är det ganska tätbefolkat, med 70 invånare per kvadratkilometer. Närmaste större samhälle är Zacapoaxtla, 17,4 km öster om Jalacingo. I omgivningarna runt Jalacingo växer i huvudsak blandskog.